# 榊なち
榊 なち（さかき なち、1989年7月7日 - ）は、日本のAV女優、ストリッパー。

## 略歴・人物
京都府出身。趣味はショッピング、お酒、特技は茶道、ピアノ、ダーツ。
2008年11月、新人からAVデビュー。
2011年8月11日 に東洋ショー劇場でストリップデビュー。

## 出演作品

### アダルトビデオ
2008年
- 京都老舗のお嬢様（11月17日、新人） ※デビュー作
- 夫以外に経験のない人妻を旦那の希望でAVに出演させ、旦那の目の前で犯されイキまくってもらいました!（12月18日、V&Rプロダクツ）
- 美しい愛人 01（12月19日、エムズビデオグループ）

2009年
- 素人の素敵なハダカ Vol.2（1月1日、カルマ）
- ダキタイカラダ（1月3日、HMJM）※アダルトサイト『VIDEOGRAPH ダキタイカラダ*なち』のDVD版
- 巨乳ギャルだらけの家庭教師センター（1月8日、GARCON）共演:渋谷梨果、翼裕香 ほか
- PLAY GIRL 03（1月16日、レアル・ワークス）他出演:鈴木さとみ、eco、ひなのりく
- STREET ANGELS（2月1日、グラフィス）他出演:あかり、さやか ※アダルトサイト『real street angels まい』を収録
- もしもこんな○○があったら… パート12（2月5日、V&Rプロダクツ）他出演:愛菜りな、柳原純、叶夢、月島愛、白谷さえ
- Rookies 6 大阪在住・Eカップのドエローな大手百貨店受付嬢に中出し!（2月16日、スターゲイト）
- ハメられた美巨乳OL（2月19日、エムズビデオグループ）
- オフィスレディドットボディ（3月4日、チーム川崎）
- 女教師グラマラス（3月7日、HMJM）
- 陵辱貴婦人 美白の悼み（4月4日、ヒビノ）
- 美脚中出し 8（4月15日、隼エージェンシー）他出演:愛那梨華、山崎まりあ、小原泉、白浜ユリ
- ≪眼ガン顔ガン射シャ!≫ 拡散メガ精子砲!!（4月17日、GLAY'z）他出演:成瀬心美、小辻もえ、進藤ゆき、真中ゆかり、有沢実紗、小日向ひな、倖田みらい、東野愛鈴、水島礼美、花梨、神田ゆりあ
- 女装したまま犯されちゃった僕（5月1日、MOODYZ）共演:マリエ、鈴木ありす
- 僕は透明人間! パート8（5月7日、V&Rプロダクツ）他出演:須真杏里、椿まひる、大槻ひびき、葉月るい、押切なな、真羅マキ
- ギャルアマゾネス 2（5月15日、隼エージェンシー）他出演:愛那梨華、二宮せりな、星野あや、神田ゆりあ
- レイプ中出し 巨乳編 2（5月15日、隼エージェンシー）他出演:モカ、辻さき、南まりん、七瀬ゆうり、芽衣奈
- 君のお尻が許せない♥ 02（5月15日、ゴーゴーズ）
- 薄幸姉妹 借金奴隷（5月21日、ヒビノ）共演:鈴木ありす
- 派遣社員にハメられた極上高飛車女部長 〜時給900円のチ○ポが年収900万円に強制ビンタ羞恥労働〜（5月21日、ナチュラルハイ）
- 素人若妻ナンパ中出し EVOLUTION 4時間 4（5月22日、ケイ・エム・プロデュース）他出演:加藤ツバキ、翼裕香、愛梨沙、前島エリナ
- グラマー 未発表スペシャル（6月6日、HMJM）他出演:水原かのん、石原あすか、北島玲、櫻井ゆうこ
- ピストン騎乗位 5（6月13日、アロマ企画）他出演:河本愛、中森玲子、千野美帆、飯島くらら
- こだわりの手コキ 4時間SP 12 35人のハンドメイド（6月15日、隼エージェンシー）他34名出演
- お父さん、お母さん、ゴメンなさい…。 普段はこんな格好して真面目に働いてますが実は私、自らAVに応募して中出しまでされちゃった淫らな娘です。（6月16日、マキシング）他出演:明佐奈、早乙女美奈子
- ジジィとオタクとデブ（6月19日、桃太郎映像出版）
- フェラコレ2009夏SP 30人のフェラジェンヌ（7月15日、隼エージェンシー）他多数出演
- このオンナ変態につき。（7月16日、マキシング）他出演:明佐奈、早乙女美奈子
- PLAY GIRL 07（7月17日、レアル・ワークス）他出演:花宮あみ、叶志穂
- 三穴同時発射（7月19日、桃太郎映像出版）
- 美形巨乳ギャルが集まる密着アロママッサージ店で心もカラダもリラックス!!（8月6日、GARCON）共演:モカ、須真杏里、鈴香音色 ほか
- 夫の目の前で犯されて- 哀しみの着せ替え妻（8月7日、アタッカーズ）
- Bikini（8月15日、フリービジョン）他出演:安西るな
- あなた、許して…。 若妻の淫らな強制アルバイト（9月7日、アタッカーズ）共演:君野ゆめ
- 京娘上品美脚と下品な股間（9月11日、実録出版）
- 露出レイプ中出し（10月15日、隼エージェンシー）共演:伊東すみれ
- 目指せ! 川崎! 素人千人斬り! 〜残り 982人/1000人〜（11月4日、チーム川崎）他出演:雪見紗弥、小辻もえ、Rina、野々宮りん、成瀬心美
- 性欲覚醒（11月6日、映天）他出演:あすかみみ
- 団地妻の憂い 18（12月5日、アイエナジー）
- 嫁の居ぬ間に○○しちゃった俺（12月5日、アキノリ）他出演:赤西涼、雪見紗弥、愛川香織、三浦加奈
- 日本国民顔射記念日（12月5日、アキノリ）他出演:MOKA、愛川香織、水城奈緒、三浦加奈、雪見紗弥
- 美少女の足裏 第十八章（12月5日、ジャパン）他出演:倉橋舞、水城奈緒、岡山涼花、水嶋玲奈、海野真帆、嶋野祐美
- こだわりの手コキ4時間SP 14（12月15日、隼エージェンシー）他多数出演
- フェラコレ 特別編 2 増量4時間ぜーんぶWフェラ（12月15日、隼エージェンシー）他多数出演

2010年
- 完全主観 一週間7股生活（1月7日、アキノリ）共演:雪見紗弥、水城奈緒、MOKA、赤西涼、森ななこ
- 憧れの美尻OL。なち（1月8日、光夜蝶）
- ソルトシャワー 美女のおしっこみせて VOL.2（1月19日、ゲロニア）他多数出演
- 公開連続アクメ実験ショー 第十三幕 美形未亡人人格崩壊（2月18日、アイエナジー）
- 通勤OL拉致山中レイプ（2月26日、青空ソフト）共演:由姫あゆ
- 究極サンドイッチFUCKスペシャル（3月1日、MOODYZ）
- レズ奴隷 VOL.1 性愛支配・晒された人気アナウンサーの素顔（3月18日、ディープス）共演:真白希実、夏川未来
- 鬼縛 木馬調教 【二】（4月22日、アイエナジー）
- 女教師の禁断の誘惑（7月2日、アウダースジャパン）共演:水玉レモン、桃咲まなみ、片瀬くるみ
- DOKIレズ 47（7月2日、アウダースジャパン）共演:水玉レモン、桃咲まなみ、片瀬くるみ
- 34人のおっぱいを揉んで吸いまくる 4（7月13日、ミスター・インパクト）他33名出演
- 榊なちのゴックン・トランス（10月1日、ラッシュ）
- 何度も何度もイキまくるオナニー2（10月1日、オフィスケイズ）他出演:大槻ひびき、鈴木ありす、二ノ宮涼、倉科さやか
- 美人姉妹の禁断の秘密（10月8日、アウダースジャパン）共演:水沢真樹、椿まひる、真咲りこ
- DOKIレズ 50（10月8日、アウダースジャパン）共演:水沢真樹、椿まひる、真咲りこ
- けしからん!ムチムチのおみ足（12月17日、SEX Agent）他出演:管野しずか、香山蘭、鈴音りおな、杉浦アリス

2011年
- チン棒号泣!激烈寸止め映像集（2月18日、ラッシュ）他出演:花純、牧瀬ひな、橘美穂、瀬奈ジュン
- ザ･アナルオナニー No3（3月11日、流鏑馬グラフィティ）他出演：黒田麻世、優木あおい、倉科さやか
- 人妻がディルドでアナルオナニー（6月16日、タカラ映像）他出演：真矢ゆき、黒田麻世、優木あおい
- ヤブサメ2011BEST OF BEST 10時間SP（12月23日、流鏑馬グラフィティ）他出演：深田梨菜、伊沢美春、荒木瞳、鈴音りおな、黒田麻世、優木あおい、倉科さやか、管野しずか、黒木麻衣、瀬奈ジュン、香山蘭、辻本りょう　他

2012年
- アナル○修正オナニー20連発4時間（1月14日、流鏑馬グラフィティ）他出演：管野しずか、黒田麻世、高坂保奈美、瀬奈ジュン、甲斐ミハル、優木あおい、倉科さやか、菜菜美ねい　他
- 裸のOL 庶務課 榊なち（1月25日、プラネットプラス）
- 近親相姦 エロ尻母 榊なち（3月1日、ヴィーナス）
- 榊なちの鬼コキ!!ド淫語で叱られ手篭めにされちゃった僕。（4月19日、VENUS）
- 宅配・淫語飲精グラビアモデル（5月13日、アロマ企画）
- 義父専用アナル（7月13日、溜池ゴロー）
- 甘えん坊のボクに浴びせられる優しい淫語（9月1日、Fetish Box/妄想族）
- 淫らな言葉ぶっかけてあげるわ スレンダー美女の官能淫語プレイ（9月5日、ジャネス）
- ボンデージの虜 M男調教QUEEN（10月5日、未来）
- 級スタイル社長秘書が社内のチ●ポ、片っ端から喰いまくり（10月25日、Kplus）

2013年
- 女教師逆痴漢電車（5月23日、GARCON）

### オリジナルビデオ
- 幻界エロス教典 竹取物語（2012年3月2日、アルバトロス (映画配給会社)） - 皐月 役

### アダルトサイト
- real street angels まい（STREET ANGELS）
- VIDEOGRAPH ダキタイカラダ*なち（PORNOGRAPH）

## 電子書籍

### デジタル写真集
- 桃尻女教師の過激エロス 前編 （2009年8月27日、桃太郎映像出版）
- 桃尻女教師の過激エロス 後編 （2009年9月3日、桃太郎映像出版）